# Sky (meteorologi)
 Der er for få eller ingen kildehenvisninger i denne artikel, hvilket er et problem. Du kan hjælpe ved at angive troværdige kilder til de påstande, som fremføres i artiklen.

 For alternative betydninger, se Sky. (Se også artikler, som begynder med Sky)
En sky betegnes som den synlige mængde af små kondenserede vanddråber (eller iskrystaller), af størrelsesordenen 0,01 millimeter i diameter: De er så små og lette, at luftens bevægelse er nok til at holde dem svævende i atmosfæren (troposfæren) over jordoverfladen.
Tåge er i virkeligheden en sky der "ligger på jorden": Hvis man på en dag med tæt tåge ser mod en mørk baggrund, kan man under gunstige forhold se de bittesmå vanddråber der svæver i luften omkring én.

## Skydannelse
Skyer bliver dannet når usynlig vanddamp kondenserer til synlige små vanddråber eller iskrystaller. Det kan ske på to måder:
1. Luften bliver kølet ned til sit mætningspunkt. Dette sker når luft kommer i kontakt med en kold overflade eller en overflade som er afkølet ved stråling, eller ved at luften bliver afkølet ved adiabatisk hævning. Dette kan ske:
- langs en varmfront eller en koldfront (frontal hævning).
- ved at luften blæses over en bjergkam (orografisk hævning).
- ved konvektion, vertikale bevægelser der forårsages af opvarmning fra overfladen, det være sig land eller vand.

2. Luften ændrer ikke temperatur, men absorberer mere vanddamp indtil luften er mættet.
Skyer er tunge. Vandet i en normal sky kan have en masse på flere millioner tons. Volumen er tilsvarende høj.

## Forskellige slags skyer
Efter den internationale skyklassifikation inddeles skyer på to forskellige måder; efter de højder de findes i, og efter den facon de har. Det sidste har noget at gøre med hvordan de dannes.

### Hovedformerne
Alle skyer dannes ved at en luftmængde som indeholder vanddamp køles ned til en temperatur under denne lufts dugpunkt: Så "tvinges" en del af vanddampen til at fortættes til flydende vand, og det er dette vand der danner de utallige bittesmå dråber som skyen består af.
- Langskyer, de stratiforme skyer eller blot stratus: Denne kategori omfatter flade og langstrakte skyer. De dannes når et udbredt lag af luft med vanddamp køles ned under sit dugpunkt, så vanddampen fortættes.
- Blomkålsskyer, de cumuliforme skyer eller blot cumulus: Denne kategori rummer de mere "tætte" skyer der har en vis udstrækning i højden, og typisk ligner blomkål eller uld. De dannes når luften over et område indeholder meget vanddamp og samtidig løftes til vejrs: Ved opstigningen afkøles luftmassen til under dens dugpunkt, og afhængig af luftmassens stabilitet og indhold af vanddamp, kan resultatet blive alt fra nogle små godtvejrsskyer der ligner uldtotter, til en tårnhøj tordensky med "blomkåls-facon" og en mørkegrå, flad bund.
- Fjerskyer, de cirriforme skyer eller blot cirrus: Disse skyer består ikke af vanddråber, men af tilsvarende små iskrystaller, eftersom de forekommer i højder hvor temperaturen er under frysepunktet.

### Klassifikation efter højde
Stratiforme og cumuluniforme skyer kan forekomme i alle højder, og samme slags sky tager sig forskelligt ud i forskellige højder. Det har givet anledning til det klassifikationssystem der er vist i skemaet til højre.
De højder der er angivet, skal "tages med et gran salt" – for eksempel kan undersiden af en sky af typen nimbustratus (Ns) godt ligge under 2 kilometers højde. Og en stor cumulomnibus-sky (Cb, eller "tordensky") kan nå fra nogle få hundrede meter og helt op til tropopausen, som sætter en øvre grænse for alle skyer i ca. 12-14 km højde.
Af samme grund opererer et andet klassifikationssystem med "sky-familierne":
- A (høje skyer) – Cirrus/Ci, Cirrocumulus/Cc, Cirrostratus/Cs;
- B (mellemhøje skyer), – Altocumulus/Ac, Altostratus/As;
- C (lave skyer) – Stratocumulus/Sc, Stratus/St;
- D (lodrette) – Cumulus/Cu, Nimbustratus/Ns, Cumulonimbus/Cb (skyer der gennembryder lag-klasifikationen, fx ved koldfronter)